# Southeastern Film Critics Association Awards 2017
26. ročník předávání cen asociace Southeastern Film Critics Association se konal dne 18. prosince 2017.

## Vítězové

### Nejlepší film
1. Uteč
2. Tvář vody
3. Dunkerk
4. Lady Bird
5. Tři billboardy kousek za Ebbingem
6. Akta Pentagon: Skrytá válka
7. The Florida Project
8. Dej mi své jméno
9. Nejtemnější hodina
10. The Disaster Artist: Úžasný propadák

### Nejlepší režisér
1. Guillermo del Toro – Tvář vody
2. Christopher Nolan – Dunkerk

### Nejlepší adaptovaný scénář
1. James Ivory – Dej mi své jméno
2. Virgil Williams a Dee Rees – Mudbound

### Nejlepší původní scénář
1. Jordan Peele – Uteč
2. Greta Gerwig – Lady Bird

### Nejlepší herec v hlavní roli
1. Gary Oldman – Nejtemnější hodina
2. James Franco – The Disaster Artist: Úžasný propadák

### Nejlepší herečka v hlavní roli
1. Sally Hawkins – Tvář vody
2. Frances McDormandová – Tři billboardy kousek za Ebbingem

### Nejlepší herec ve vedlejší roli
1. Sam Rockwell – Tři billboardy kousek za Ebbingem
2. Willem Dafoe – The Florida Project

### Nejlepší herečka ve vedlejší roli
1. Laurie Metcalf – Lady Bird
2. Allison Janney – Já, Tonya

### Nejlepší dokument
1. Jane
2. Visages, villages

### Nejlepší cizojazyčný film
1. First They Killed My Father
2. Čtverec

### Nejlepší animovaný film
1. Coco
2. S láskou Vincent

### Nejlepší kamera
1. Hoyte van Hoytema – Dunkerk
2. Roger Deakins – Blade Runner 2049

### Nejlepší obsazení
1. Tři billboardy kousek za Ebbingem
2. Akta Pentagon: Skrytá válka

### Ocenění Wyatt
1. Mudbound
2. The Florida Project